# Cevide

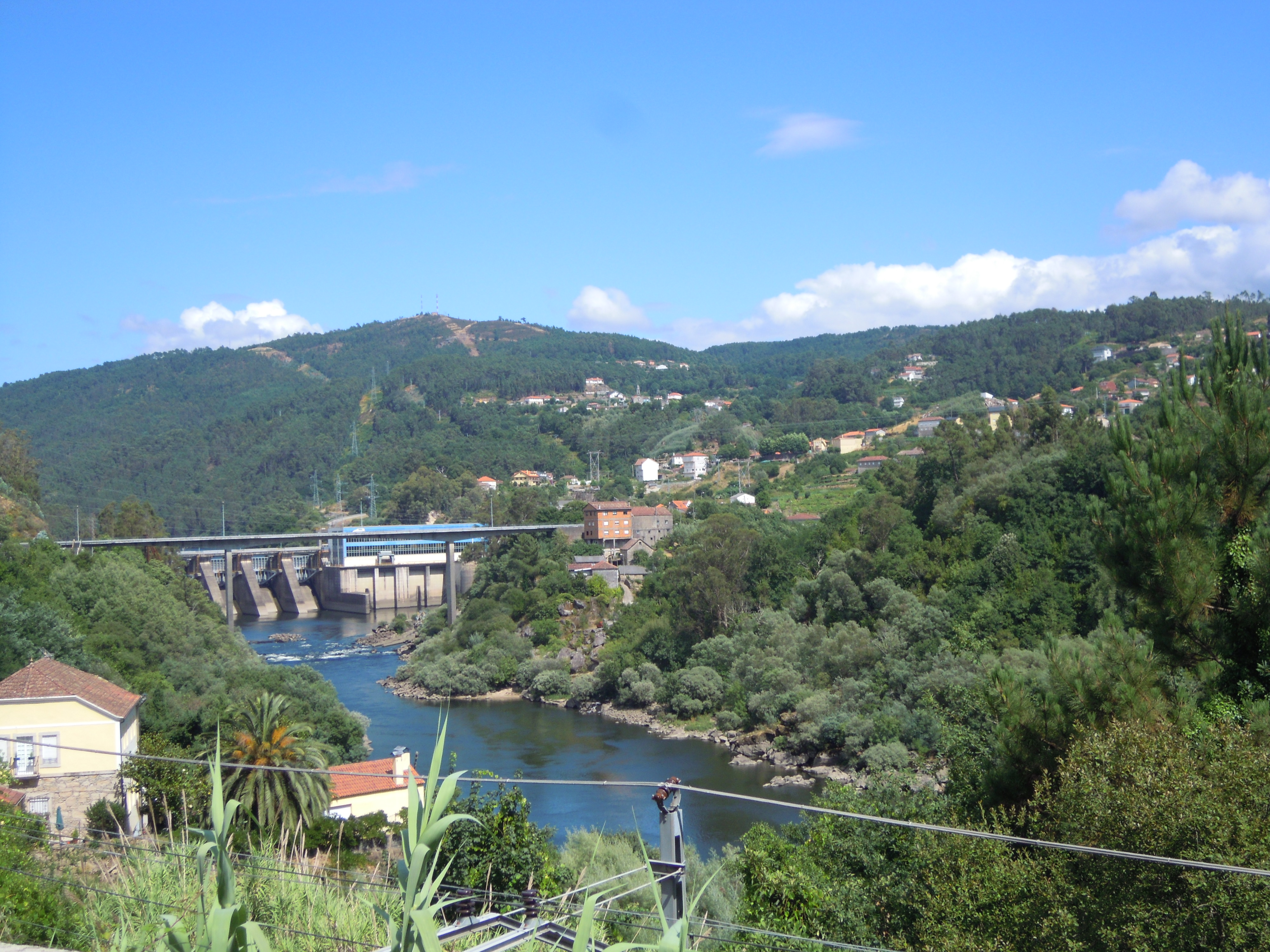
Cevide (à direita na imagem), na margem esquerda do rio Minho.

Cevide é uma localidade portuguesa situada na freguesia de Cristóval no município de Melgaço, distrito de Viana do Castelo. O lugar conta com apenas três habitantes
Localizada às margens do rio Minho, Cevide é conhecida por ser o lugar mais setentrional de Portugal. No passado, a localidade era um ponto de partida de bens contrabandeados ao lado espanhol.

Faz fronteira com Espanha (municípios de Crecente na província de Pontevedra e Padrenda na província de Ourense). A foz do rio Trancoso (ou Barxas) no rio Minho marca o ponto mais setentrional de Portugal.